# Eleccions al Parlament del Regne Unit de 1945
Les eleccions al Parlament del Regne Unit de 1945 es van celebrar el 5 de juliol de 1945. Malgrat el paper de Winston Churchill durant la Segona Guerra Mundial, va guanyar el Partit Laborista per la majoria més ampla de la història de les eleccions del Regne Unit, i la seva primera majoria absoluta.

## Antecedents
Celebrades menys de dos mesos després del Dia de la Victòria a Europa, van ser les primeres eleccions generals des de les de 1935, ja que les eleccions generals havien estat suspeses pel Parlament durant la Segona Guerra Mundial. Clement Attlee, el líder del Partit Laborista, va rebutjar l'oferta de Winston Churchill de continuar la coalició en temps de guerra fins a la derrota aliada del Japó i el 15 de juny, el rei Jordi VI del Regne Unit va dissoldre el Parlament, que portava gairebé deu anys reunit sense eleccions.

## Resultats
| Partit                       | Líder              | Vot popular | %      | Escons | Canvi (de 1935) |
| Partit Laborista             | Clement Attlee     | 11.967.746  | 49,71% | 393    | +239            |
| Partit Conservador           | Winston Churchill  | 8.716.211   | 36,20% | 197    | -190            |
| Partit Liberal               | Archibald Sinclair | 2.177.938   | 9,04%  | 12     | -9              |
| Nacional Liberal             | David Renton       | 686.652     | 2,9%   | 11     | -22             |
| Independents                 |                    | 133.191     | 0,6%   | 8      | +6              |
| Govern Nacional              | Sir John Anderson  | 130.513     | 0,5%   | 2      | +1              |
| Partit de la Commonwealth    | Ernest Millington  | 110.634     | 0,5%   | 2      | +1              |
| Comunistes                   | Harry Pollitt      | 97.945      | 0,4%   | 2      | +1              |
| Nacionalistes                | James McSparran    | 92.819      | 0,3%   | 2      |                 |
| Independents nacionals       |                    | 65.171      | 0,3%   | 2      |                 |
| Independents laboristes      |                    | 63.135      | 0,3%   | 2      |                 |
| Independents conservadors    |                    | 57.853      | 0,2%   | 2      |                 |
| Partit Laborista Independent | Robert Edwards     | 46.769      | 0,2%   | 3      | -1              |
| Independent progressista     |                    | 35.072      | 0,1%   | 1      |                 |
| Independents liberals        |                    | 30.450      | 0,1%   | 2      |                 |
| Partit Nacional Escocès      | Robert McIntyre    | 26.707      | 0,01%  | 0      |                 |
| Plaid Cymru                  | Gwynfor Evans      | 16.017      | 0,01%  | 0      |                 |